# マニラ湾海戦
マニラ湾海戦(マニラわんかいせん、Battle of Manila Bay, Batalla de Cavite)は、アメリカ合衆国とスペイン帝国が戦った米西戦争中に起きた海戦の一つ。フィリピン方面における艦隊決戦で、スペイン帝国の太平洋艦隊はこの戦いによって壊滅した。

## 海戦
メイン号事件の後、アメリカ合衆国とスペインの関係は非常に悪化しつつあったためアメリカは戦争準備を始めることとなった。当時スペイン領であったフィリピンに最も近かったのはジョージ・デューイ代将率いる香港のアジア戦隊(Asiatic Squadron)であり、それぞれ2隻の防護巡洋艦と砲艦を擁していた。アメリカ海軍は開戦までにこれに防護巡洋艦2隻と砲艦1隻を加えた。
一方、スペインのパトリシオ・モントーホ提督はアメリカの攻撃があることを事前に察知しており、マニラ湾への機雷の敷設を行い、また沿岸砲の支援が得られるカヴィテ付近に陣取った。スペイン艦隊の艦艇はアメリカ艦隊と比較して小型で、装甲があるものも少なく、また艦砲の口径や射程も劣っていた。2番目に大きな巡洋艦は木造だった。
米アジア戦隊は開戦とほぼ同時に香港を出航、4月30日にマニラ近海に達した。スペイン軍はこれに沿岸から砲撃を加えたがほとんど命中しなかった。米艦隊は砲弾の数に不安があったため、スペイン艦隊からの砲撃を受けても暫くはこれに接近するための艦隊運動を続けた。やがてデューイ代将は旗艦オリンピアの艦長グリッドレイ大佐に「グリッドレイ、準備でき次第、撃ってよし（You may fire when ready,Gridley）」と伝えた。この簡潔な指令は後に名文句とされるようになる。
砲撃開始後6時間でスペイン海軍の艦船は撃沈、炎上ないし鹵獲防止のための自沈によって壊滅し、アメリカ海軍はフィリピン諸島付近の制海権を確保した。

## 戦力構成

### アメリカ・アジア艦隊
- オリンピア（防護巡洋艦、5,870t、8インチ砲4門、グリッドレイ艦長、デューイ代将座乗）
- ボルチモア（防護巡洋艦4,413t、8インチ砲4門）
- ローリー（防護巡洋艦、3,213t、6インチ砲1門）
- ペトレル（砲艦、3,000t、8インチ砲6門）
- コンコード（砲艦、1,710t、6インチ砲6門、太平洋を渡り回航）
- ボストン（防護巡洋艦、4,413t、8インチ砲6門）

### スペイン・太平洋艦隊
- レーナ・クリスチナ（無装甲巡洋艦、3,520t、6.2インチ砲6門、ダルソー艦長、モントーホ少将座乗）
- カスティーリア（無装甲巡洋艦、3,260t、5インチ砲4門・4.7インチ砲2門）
- イスラ・デ・キューバ（防護巡洋艦、1,045t、4.7インチ砲4門）
- イスラ・デ・ルソン（防護巡洋艦、1,045t、4.7インチ砲4門）
- ドン・アントニオ・デ・ウロア（無装甲巡洋艦、1,160t、4.7インチ砲4門）
- ドン・ファン・デ・オーストリア（無装甲巡洋艦、1,159t、4.7インチ砲4門）
- マーキス・デル・ドエロ（砲艦、500t、6.2インチ砲1門）